# サンタ・アナ県
サンタ・アナ県(サンタ・アナけん、スペイン語：Departamento de Santa Ana)は、エルサルバドル北西部の県。
県都はサンタ・アナ。
2016年の人口は58万4869人で、全国の9.0%を占め、14県中3位。
面積は2023.2km2で、全国の9.6%を占め、14県中4位。
人口密度は289.1人/km2。

## 人口
- 1992年9月27日：45万8587人
- 2007年5月12日：55万9097人
- 2012年6月30日：56万8877人
- 2016年6月30日：58万4869人

## 隣接県
- 北：チキムラ県
- 北東：オコテペケ県
- 東：チャラテナンゴ県
- 南東：ラ・リベルタ県
- 南：ソンソナーテ県
- 南西：アワチャパン県
- 西：フティアパ県

## 地理
- ギジャ湖（英語版）
- コアテペケ湖（英語版）
- サンタ・アナ火山（英語版）
- チンゴ火山（英語版）
- レンパ川（英語版）

## 歴史
先コロンブス期にはマヤ文明が栄え、タスマル遺跡等が残っている。
1200年～1400年、レンパ川周辺をピピル人が支配していた。
1528年～1540年、スペイン人が征服した。
1824年、ソンソナーテ県に組み込まれた。
1855年2月8日、サンタ・アナ県が設置された。

## スポーツ
- C.D. FAS（英語版）：プリメーラ・ディビシオン所属。

## 主要都市
人口は2016年6月30日の値。
1. サンタ・アナ：27万959人(県都)
2. チャルチュアパ（英語版）：8万3780人
3. メタパン（英語版）：6万4345人
4. コアテペケ（英語版）：3万8672人
5. エル・コンゴ（英語版）：2万7955人
6. サン・サバスティアン・サリトリージョ（英語版）：2万7803人
7. カンデラリア・デ・ラ・フロンテラ（英語版）：2万6421人
8. テクシステペケ（英語版）：1万8376人